# Yanghak-dong
Yanghak-dong (koreanska: 양학동) är en stadsdel i staden Pohang i provinsen Norra Gyeongsang i den östra delen av Sydkorea, 270 km sydost om huvudstaden Seoul. Den ligger i det norra stadsdistriktet, Buk-gu.